# Louis Belmas
Louis Belmas (1er août 1757 à Montréal - 21 juillet 1841 à Cambrai) est un homme d'Église français des XVIIIe et XIXe siècles.

## Biographie

### Jeunesse, formation
Louis Belmas naquit à Montréal en Languedoc, dans l'arrondissement de Carcassonne. Son père, quoiqu'il fût commerçant, jouissait de l'estime et de la considération publiques. Louis, à peine âgé de quatre ans et demi, perdit ce père et sa mère dans l'espace de six semaines. Ils laissaient huit enfants et une fortune très bornée. Belmas fut adopté par son parrain qui le reçut dans sa maison, et se chargea de l'élever.
Il fut envoyé d'abord dans les écoles de sa petite ville natale, et commença bientôt ses études de latin au collège de Carcassonne. Là, depuis la sixième jusqu'à la rhétorique au collège de l'Esquille à Toulouse, ses succès furent brillants. On le nomma presque toujours le premier dans les concours publics.
À la fin de 1772, il fut tonsuré par l'évêque de Carcassonne, qui lui donna, deux ans après, une bourse dans le séminaire de Toulouse. Les prêtres de l'Oratoire dirigeaient cette maison. Il fit chez eux sa philosophie et sa théologie, toujours avec distinction, et reçut le grade de bachelier en 1779.

### Prêtre
Il retourna ensuite à Carcassonne, et fut ordonné prêtre le 22 décembre 1781. Nommé vicaire de Saint-Michel de Carcassonne, il remplit ces fonctions avec tant de succès qu'en 1782 il fut gratifié d'une prébende dans la collégiale Saint-Vincent de Montréal, et appelé par l'évêque, Chastenet de Puységur, à la direction du séminaire de Carcassonne tout en y étant professeur de théologie. En 1786, ce prélat le nomma promoteur général du diocèse, et lui confia, sur la demande de Belmas, la cure de Carlipa.
Louis Belmas fut appelé par le vœu général de la succursale de Carlipa à la cure de Castelnaudary, capitale du Lauragais. Dans ce nouveau poste, il s'attira l'attachement et la confiance de ceux dont il partageait les opinions et protégea les démissionnaires contre l'exaltation des esprits. On l'appelait à Castelnaudary « le Bon curé ».
Sa réputation de bonté s'étendit avec celle de ses talents supérieurs pour l'administration et pour la chaire, à ce point même qu'on le jugea bientôt digne de l'épiscopat.

### Évêque constitutionnel
Il avait 43 ans. Guillaume Besaucèle, évêque constitutionnel de l'Aude, que ses infirmités et son grand âge mettaient dans l'impuissance de remplir ses fonctions, témoigna le désir d'avoir un coadjuteur. Suivant le régime en vigueur, il eut recours aux suffrages populaires qui tous se portèrent sur Belmas. Besancel mourut le 6 février 1801 et Belmas qui avait adhéré à la constitution civile du clergé devint évêque constitutionnel de l'Aude le 26 octobre 1800. Il fut sacré à Carcassonne durant la tenue d'un concile provincial où se trouvaient réunis onze évêques.
Louis Belmas assista au concile dit national de Paris en 1801 : il y prit le titre d'évêque de Narbonne, ville qui, dans la démarcation de l'assemblée constituante, devait être la résidence de l'évêque de l'Aude. Louis Belmas prononça à la fin du concile un discours au sujet des conférences qui avaient été indiquées avec le clergé insermenté.

### Réintégration dans la communion avec Rome
Après le concordat de 1801, Fouché le fit comprendre dans le nombre des douze évêques constitutionnels qui furent nommés à de nouveaux sièges. On sait que plusieurs de ces prélats refusèrent de signer une rétractation que le légat leur demandait : ils déclarèrent seulement qu'ils renonçaient à la constitution civile du clergé, condamnée par le Saint-Siège. Louis Belmas fut de ce nombre.
Lorsqu'enfin, grâce aux soins combinés du pape Pie VII et du Premier consul Napoléon Bonaparte, le schisme de France se trouva éteint, Louis Belmas fut nommé, le 11 avril 1802, au siège de Cambrai redevenu simple évêché, soumis à la métropole de Paris. Il prêta serment le 18 du même mois, et fit son entrée à Cambrai le 6 juin suivant.
Cambrai ne ressemblait plus à ce qu'elle était autrefois. Alors qu'une foule d'édifices religieux l'embellissaient et qu'elle était habitée par un clergé nombreux, la ville n'avait plus de pontife et la cathédrale était en ruines. Ses premiers soins furent d'organiser son diocèse qu'il trouva dénué de tout, et complètement à refaire : l'œuvre était immense et presque impossible : point d'union et de discipline dans son clergé, pas un seul établissement sacerdotal, nulles ressources pécuniaires. Loin de décourager le prélat, les obstacles donnèrent à son zèle plus d'activité et de puissance, il en appela de son désespoir à la charité des fidèles, et, sans aucun subside du gouvernement, conduisit ses projets à bonne fin. Belmas fit de l'abbatiale Saint-Aubert (depuis appelée église Saint-Géry), conservée pour un usage profane, sa cathédrale : mais, peu de temps après, il conféra ce titre à l'église du Saint-Sépulcre, et établit lui-même sa demeure dans l'ancienne abbaye de ce nom. Belmas apporta tous ses soins et toute sa sollicitude à réorganiser le culte divin, à réunir, à diriger, à soutenir ses prêtres dispersés. Il fut bientôt en état de construire, quoiqu'à grands frais, une vaste maison dont il fit le séminaire diocésain ; et plus tard, par des additions et des dispositions nouvelles, disposa l'ancien collège des Jésuites pour devenir à son tour le grand séminaire et laisser place dans le premier édifice à l'école secondaire ecclésiastique.
Lorsque le pape vint à Paris pour le couronnement de Napoléon (2 décembre 1802), Louis Belmas donna une nouvelle garantie de ses sentiments, en signant un écrit qui lui fut présenté de la part de Pie VII, portant adhésion pleine et entière aux jugements du Saint-Siège sur les affaires ecclésiastiques de France.
En 1804, le tombeau qui renfermait le corps de Fénelon ayant été retrouvé, les magistrats de Cambrai résolurent de transférer ces restes dans la chapelle de l'hospice de Sainte-Agnès. Or, la cérémonie qui fut projetée ressemblait plus à une fête païenne qu'à une solennité catholique : l'évêque déclara que ni lui ni son clergé ne pouvaient accepter la place qu'on leur avait assignée dans ce cortège si peu assorti à la dignité archiépiscopale. Il adressa ses réclamations à l'Empereur qui, après avoir pris connaissance de l'affaire, ordonna d'ajourner indéfiniment la cérémonie. Ce fut assez pour attirer sur le prélat le ressentiment et les injures, on essaya même de l'attaquer. Le tombeau, retardé par des difficultés sans nombre, ne fut terminé qu'à la seconde Restauration, et l'inauguration du monument eut lieu le 7 janvier 1826, sous la présidence de Belmas qui prononça en cette occasion un discours remarquable.
Lorsque Napoléon Ier, qui s'était acquis une gloire réelle par le rétablissement du culte, arrêta et fit déporter à Savone Pie VII, un concile fut convoqué à Paris en 1811, pour apporter quelque remède aux maux que souffrait la religion en France. Belmas assista à ce concile, mais il ne parait pas avoir pris une part active aux conférences.

### Maintenu évêque lors de la Restauration
Belmas fut maintenu évêque de Cambrai à la première Restauration et pendant les Cent-Jours.
Louis Belmas appelait Napoléon « son bienfaiteur », lequel l'avait fait baron de l'Empire. Il n'est pas étonnant alors de le trouver parmi les premiers à la cérémonie du Champ-de-Mai (1er juin 1815).
Louis XVIII, revenu une seconde fois dans son royaume, fit son entrée à Cambrai le 26 juin 1815, mais le souvenir de la cérémonie du Champ-de-Mai, auquel le prélat avait assisté tout récemment, empêcha le monarque de descendre au palais épiscopal, il s'établit dans la maison d'un particulier.
L'évêque de Cambrai s'était rendu à Paris pour solliciter la mise en liberté de quelques ecclésiastiques de son diocèse gravement compromis dans les Cent-Jours : grâce, sans doute, à son dévouement connu, il obtint ce qu'il désirait, et sa joie fut d'autant plus vive, qu'il arrachait les victimes à d'atroces vengeances.
De pressantes instances lui furent faites pour l'engager à se démettre de son siège : pressions auxquelles il resta sourd. Lord Wellington avait pour Louis Belmas une estime toute particulière. On prétend que le vainqueur de Waterloo soutint très efficacement le courage et les droits du prélat dans lesdites circonstances. Un témoignage pareil n'était point suspect, Louis XVIII l'accueillit avec bonheur.
Deux ans après, par lettres apostoliques, en date du 6 des calendes d'août 1817, le siège de Cambrai fut de nouveau, sur la demande de Louis XVIII, érigé en archevêché. Ces lettres faisaient suite au concordat du 11 juin 1817 qui résolut d'ériger Cambrai en archevêché, mais la cour de Rome ne voulait point récompenser Louis Belmas, en lui conférant un titre plus élevé. On lui proposa de se démettre : il n'y consentit qu'à condition qu'on lui donnerait un titre d'archevêché in partibus. Le pape ne souscrivit point à cette idée, et l'érection de l'archevêché de Cambrai fut ajournée (bulle d'octobre 1822).
En 1827, Charles X, visitant les provinces du nord, arriva à Cambrai le 4 septembre, et voulut être logé au palais épiscopal. Le digne évêque ne négligea rien pour donner à son hôte des témoignages de respect et de dévouement.

### Adhésion à la monarchie de Juillet, fin de vie
Belmas adhéra sans hésitation à la révolution de 1830. Le roi Louis-Philippe Ier, se trouvant à Cambrai en 1832, accorda à notre évêque les insignes de commandeur de la Légion d'honneur. Le roi des Français lui proposa même l'archidiocèse d'Avignon. L'évêque de Cambrai refusa cette promotion.
Jusqu'au dernier jour, Belmas traita les affaires de son diocèse avec la présence d'esprit, la facilité de travail qui le caractérisaient. Peu avant sa mort, il entendit encore la lecture de sa correspondance et il indiqua les réponses à faire. Il s'occupa des prochaines ordinations et fit expédier une lettre pour que sa mort n'apportât aucun retard à ceux qui devaient être ordonnés.
Une maladie longue, rendue plus grave par la vieillesse, l'emporta le 21 juillet 1841, après un épiscopat qui dura près de 40 ans.
C'est le docteur Lenglet qui procéda à l'autopsie du corps de Belmas. Le cœur était dans un état tout à fait anormal. Des tuméfactions énormes, des désordres affreux se faisaient remarquer autour de ce viscère. Cependant, chose étrange, jamais le malade ne s'était plaint d'aucune douleur dans la région du cœur.
Son oraison funèbre fut prononcée à Cambrai par Casimir-Alexis-Joseph Wicart, alors curé-doyen de Sainte-Catherine de Lille, depuis évêque de Fréjus. Cambrai offrit toutes les images d'un grand deuil, par suite du décès de Belmas. Trois fois par jour, à six heures du matin, à midi et à six heures du soir, toutes les cloches de la cathédrale et de l'église Saint-Géry sonnaient à grandes volées. D'heure en heure, un coup de canon fut tiré. Au palais épiscopal, se pressaient les fidèles qui venaient contempler une dernière fois les traits du prélat et prier pour lui.
À la mort de Louis Belmas, le siège épiscopal de Cambrai est à nouveau érigé en archevêché par bulle du pape Grégoire XVI du 1er octobre 1841 au profit de Pierre Giraud.

## Décorations
- Commandeur de la Légion d'honneur (11 janvier 1833) sous la monarchie de Juillet[5].

## Titres
- Baron de l'Empire

## Armoiries
| Figure | Blasonnement |
|        | Armes du baron Belmas et de l'Empire De sable, à un olivier terrassé d'or, le fût tortillé d'un serpent d'argent, au chef du second, chargé de trois étoiles d'azur ; au canton des barons évêques brochant. |